# 12092 Erinorourke
12092 Erinorourke este o planetă minoră (asteroid), cu un diametru de 9,686 km, din centura de asteroizi. A fost descoperită pe 21 aprilie 1998 la Magdalena Ridge Observatory⁠(d) de Lincoln Near-Earth Asteroid Research. 
Obiectul prezintă o orbită caracterizată de o semiaxă mare de 2,5706377 UAi, o excentricitate de 0,15, o înclinație de 8,2056 ° în raport cu ecliptica.